# Виктор I Амадей Адольф (князь Ангальт-Бернбург-Шаумбург-Хойма)
Виктор I Амадей Адольф Ангальт-Бернбург-Шаумбург-Хоймский (нем. Viktor I. Amadeus Adolf von Anhalt-Bernburg-Schaumburg-Hoym; 7 сентября 1693, Шаумбург — 15 апреля 1772, Шаумбург) — второй князь Ангальт-Бернбург-Шаумбург-Хойма.

## Биография
Виктор — старший сын князя Лебрехта Ангальт-Бернбург-Шаумбург-Хоймского и его супруги Шарлотты Нассау-Дилленбургской, дочери князя Адольфа II Нассау-Дилленбургского.
После смерти матери в 1700 году Виктор унаследовал графство Гольцаппель, а после смерти бабушки Елизаветы Шарлотты Гольцаппель-Шаумбургской в 1707 году получил замок Шаумбург. В 1708 году отцу Виктора Лебрехту, уже получившему Цейц и Беллебен, отошёл ещё Хойм. В 1721 году Хойм стал резиденцией княжества Ангальт-Бернбург-Хойм, там был построен дворец. Достигнув совершеннолетия в 1714 году, Виктор правил в Гольцаппеле-Шаумбурге, а после смерти отца в 1727 году унаследовал Ангальт-Цейц-Хойм. Объединённые земли получили название Ангальт-Бернбург-Шаумбург-Хойм.
В 1711 и 1712 годах князь Виктор принимал участие в походах против Франции в Нидерландах и некоторое время находился в плену. Княжество также сильно пострадало в Семилетнюю войну.

## Потомки
22 ноября 1714 года князь Виктор женился в Бирштейне на Шарлотте Луизе Изенбург-Бирштейнской, дочери графа Вильгельма Морица Изенбург-Бирштейнского. У супругов родились:
- Виктория Шарлотта (1715—1792), замужем за Фридрихом Кристианом Бранденбург-Байрейтским, развод в 1764 году
- Луиза Амалия (1717—1721)
- Лебрехт (1718—1721)
- Кристиан (1720—1758) — майор прусской армии
- Карл Людвиг (1723—1806) — генерал голландской армии, женат на Беньямине Гертруде Кайзер (1729—1787), затем на Амалии Элеоноре Сольмс-Браунфельсской (1734—1811)
- Франц Адольф (1724—1784) — генерал-майор прусской армии, женат на графине Марии Йозефе фон Гаслинген (1741—1785)

После смерти жены Виктор 14 февраля 1740 года женился на Гедвиге Софии Хенкель фон Доннерсмарк (1717—1795), дочери Венцеля Людвига Хенкеля фон Доннерсмарка. Морганатический брак был признан Ангальтским домом. У супругов родились:
- Фридрих Людвиг Адольф (1741—1812) — генерал-майор шведской армии
- София Шарлотта Эрнестина (1743—1781), замужем за Вольфгангом Эрнстом II Изенбург-Бюдингенским
- Виктор Амадей (1744—1790) — генерал русской армии, женат на Магдалене Сольмс-Браунфельсской (1742—1819)
- Карл (1745)
- Гедвига Августа (1747—1760)
- Георг Аугустус (1751—1754)